# Беднов, Геннадий Петрович
Геннадий Петрович Беднов (род. 17 апреля 1940, Красный Холм, Калининская область) — Заслуженный военный лётчик СССР (1985). Генерал-лейтенант авиации.

## Биография
Родился 17 апреля 1940 года в городе Красный Холм Калининской области.
В армии с 1959 года. До 1960 года обучался в Качинском высшем военном авиационном училище летчиков, в 1963 году окончил Харьковское высшее военное авиационное училище лётчиков.
До 1967 года служил в строевых частях ВВС.
В 1970 году окончил Военно-воздушную академию (Монино).
Командир полка, дивизии. В 1983—1984 годах — заместитель командующего ВВС Забайкальского ВО по боевой подготовке в ВУЗах, в 1984—1985 гг. — заместитель, в 1985—1987 гг. — 1-й заместитель командующего ВВС Забайкальского ВО. С 1987 по 1988 г. командующий ВВС Забайкальского ВО, с 1988 по 1991 г. командующий 23-й воздушной армией. В 1991—1995 гг. — заместитель начальника Военно-воздушной академии имени Ю. А. Гагарина.
Награждён орденами Красной Звезды, «За службу Родине в Вооруженных Силах СССР» 2-й и 3-й ст., медалями.
Живёт в пос. Монино Московской области.